# 飛龍 (消防艇・4代)
飛龍（ひりゅう）は、福岡市消防局に配属されている消防艇。同名の消防艇としては4隻目である。

## 建造
同名の先代は、船舶や港湾の火災に充分対応できる装備を有したが、1989年（平成元年）の就役から20年以上が経過し、2010年頃には代替船の建造が検討された。福岡市は博多湾外の玄界灘にも市域に含まれる玄界島や小呂島といった離島があり、ヘリポートが無い（本船就役後の2014年（平成26年）に玄界島には整備）ため、福岡市消防局の消防防災ヘリコプターによる航空救急に制限があった。また、ヘリコプターが飛行できない悪天候の際には救急搬送に対応できないという問題があった。そこで、火災現場への迅速な到着や離島の救急搬送、機動力の向上に対応するために、先代と比較して大幅に小型化した代替船が建造された。

## 設計
船体はアルミニウム合金製で、主機は先代と同じディーゼルエンジンだが、推進器はウォータージェット推進となった。速力は日本国内の消防艇で最速の40ノットを発揮する高速船となり、福岡市内から最も遠い小呂島までの片道の所要時間は、先代の2時間から1時間に半減し、ヘリコプターのみに限られた救急搬送の選択肢が増加した。
消火設備として容量6,000Lの消防ポンプを1基搭載するほか、上構天井に電動式の放水銃1基（放水量：2,000L/分）と上構前方に取り外しが可能な放水銃2基（放水量：2,000L/分）を搭載する。また、写真では3ヶ所の放水口を上構前方にある。
先代と異なり、本船は病院船としての機能も有した。船内には救急処置室を設置したほか、人工呼吸器や自動体外式除細動器（AED）、自動心臓マッサージ器を装備する。
このほか、夜間の要救命者の捜索に用いる暗視装置、半径200mの捜索が可能な水中ソナーを搭載する。また、船尾には複合艇とそれを揚降するクレーンを搭載する。

## 運用
先代の「飛龍」を引継ぎ、2012年（平成24年）3月1日に東消防署管内の水上出張所に配属された。
大津市消防局が琵琶湖で運用する消防艇「おうみ」のモデルとなった。